# لورا بلیندکیلد
لورا بلیندکیلد (انگلیسی: Laura Blindkilde؛ زادهٔ ۹ سپتامبر ۲۰۰۳) بازیکن فوتبال اهل انگلستان است که در پست هافبک برای باشگاه منچستر سیتی در سوپر لیگ زنان انگلستان بازی می‌کند،
وی همچنین در تیم‌های ملی فوتبال در زیر ۱۷ سال زنان انگلستان, ۱۹ سال زنان انگلستان، و ۲۳ سال زنان انگلستان بازی کرده است.